# Matisia bicolor
Matisia bicolor är en malvaväxtart som beskrevs av Adolpho Ducke. Matisia bicolor ingår i släktet Matisia och familjen malvaväxter. Inga underarter finns listade i Catalogue of Life.